# Georg Röhrig (Diplomat)
Georg Röhrig (geboren 30. September 1914; gestorben 1999) war ein deutscher Diplomat.

## Leben
Georg Röhrig trat zum 1. Januar 1933 der NSDAP bei (Mitgliedsnummer 1.449.629) und schloss sich auch der SA an, was er später verheimlichte. Er studierte Rechtswissenschaften und wurde 1938 an der Universität Jena promoviert. Das Referendariat absolvierte er in der Justizverwaltung in Potsdam und beim Kammergericht in Berlin. Im Zweiten Weltkrieg wurde er als Soldat eingezogen. Nach seiner Entlassung aus der Kriegsgefangenschaft schlug er sich 1946/47 als Organist in Schwabniederhofen durch und 1947/48 als Dramaturg an Theatern in Frankfurt am Main und Stuttgart. Dort arbeitete er ab 1948 als Rechtsanwalt, bis er 1952 in den Auswärtigen Dienst aufgenommen wurde.
Röhrig war von 1952 bis 1956 in Ankara eingesetzt und danach in Moskau. Von 1958 an war er Referatsleiter und Protokollchef im Bundespräsidialamt in Bonn und leitete dort seit 1959 auch die Ordenskanzlei. Röhrig kehrte 1962 ins Auswärtige Amt zurück, war bis 1968 in Brüssel und leitete ab 1971 das Generalkonsulat in Rio de Janeiro und ab 1974 in Zürich. 1979 ging er in den Ruhestand. Röhrig erhielt 1969 das Bundesverdienstkreuz 1. Klasse.

## Schriften (Auswahl)
- Die Ziele selbständiger Luftangriffe. Königsberg, Pr. : Ost-Europa-Verlag, 1938. Jena, R.- u. wirtschaftswiss. Diss., 1938
- Hausbuch für Gelegenheitsdichter. Illustrationen Ulrik Schramm. München : Lichtenberg, 1981
- Im Dienste des Auswärtigen Amtes : Ankara – Moskau – Bundespräsidialamt Bonn – Rio de Janeiro. Egelsbach : Fouqué, 1999